# 布宜诺斯艾利斯湖
布宜诺斯艾利斯湖（西班牙語：Lago Buenos Aires），或稱卡雷拉将军湖（Lago General Carrera），是巴塔哥尼亚的一个湖泊，由阿根廷和智利两国共享，在两国分别使用上述的两个名称，两个名称都得到国际的承认。

## 概要
该湖面积1,850 km²，其中970 km²属于智利的伊瓦涅斯将军艾森大区，880 km²属于阿根廷的圣克鲁斯省，是智利最大湖泊，以及阿根廷第四大湖泊。其最大深度为586米。
该湖为冰川造成的冰碛湖，被安第斯山脉的高山环抱，向西通过贝克河注入太平洋。
这一地区的天气一般是寒冷而潮湿的。但湖泊本身则拥有阳光明媚的小气候，沿着湖边有几个定居点，如智利的Guadal港、伊瓦涅斯工程师港和小智利，以及阿根廷的Los Antiguos和Perito莫雷诺。
湖岸附近地区最早的居民是1900年至1925年间的克里奥尔人和欧洲移民。在1971年和1991年，哈德森火山的爆发严重影响了当地经济，特别是羊的养殖。
阿根廷一侧相对容易到达，可通过1920年代创建的40号国道。智利一侧较为与世隔绝，1990年代以前需要经过阿根廷。
在智利一侧，伊瓦涅斯工程师港与小智利之间有汽车轮渡。
该湖被称为鳟鱼和鲑鱼钓鱼的目的地，在湖的中心位置有一座大理石主教座堂。